# Dunaremete
Dunaremete là một thị trấn thuộc hạt Győr-Moson-Sopron, Hungary. Thị trấn này có diện tích 4,36 km², dân số năm 2010 là 251 người, mật độ 58 người/km².